# بازی کثیف (فیلم ۲۰۲۵)
بازی کثیف (به انگلیسی: Play Dirty) یک فیلم دلهره‌آور و جنایی آمریکایی آماده اکران به کارگردانی شین بلک با بازی مارک والبرگ در نقش پارکر، شخصیتی که در مجموعه‌ای از رمان‌های دانلد ای وستلیک با نام مستعار ریچارد استارک حضور دارد، بازی می‌کند. این فیلم توسط آمازون ام‌جی‌ام استودیوز تولید شده است.

## داستان
یک دزد در یک سرقت بزرگ مورد اصابت گلوله قرار می‌گیرد که در آن باید از دیکتاتور آمریکای جنوبی، اوباش نیویورک و ثروتمندترین مرد جهان پیشی بگیرد.

## تولید
فیلمبرداری در ۱۹ مارس ۲۰۲۴ در بندرگاه سیدنی آغاز شد.